# Кириків дуб
Кириків дуб. Вік дерева понад 600 років, висота 30 м. Обхват 6,7. Знаходиться в Яснозірському лісництві, кв. 70, біля села  Яснозір'я  Черкаського району  Черкаської області. Статус ботанічної  пам'ятки природи одержав в 1979 р. Немає охоронного знака, огорожі та інформаційної таблички. У дубі величезне дупло з напіврозваленою пломбою.

## Ресурси Інтернету
- Фотогалерея самых старых и выдающихся деревьев Украины  [Архівовано 8 Квітня 2014 у Wayback Machine.]